# ジャーナル・オブ・オーラル・アンド・マキシロフェイシャル・サージェリー
『ジャーナル・オブ・オーラル・アンド・マキシロフェイシャル・サージェリー』（Journal of Oral and Maxillofacial Surgery）は歯科系の学術雑誌の一つ。口腔外科学、口腔病理学、その他の分野における査読付きの雑誌。アメリカ口腔顎顔面外科学会が、エルゼビアより発行している。 